# Streckad trädklättrare
Streckad trädklättrare (Lepidocolaptes albolineatus) är en fågel i familjen ugnfåglar inom ordningen tättingar.

## Utseende och läte
Streckad trädklättrare känns igen på relativt tunn och något nedåtböjd näbb. Den är mindre än liknande trädklättrare i dess utbredningsområde. Lätet som ofta avyttras består av en lång och fallande skallrande serie. 

## Utbredning och systematik
Fågeln förekommer från östra Venezuela (Bolivar) till Guyana och norra Brasilien. Den behandlas som monotypisk, det vill säga att den inte delas in i några underarter. Tidigare behandlades duidaträdklättrare (L. duidae), brunhättad trädklättrare (L. fuscicapillus) och inambariträdklättrare (L. layardi) alla som underarter till L. albolineatus.

## Levnadssätt
Streckad trädklättrare hittas i högvuxen regnskog. Där håller den till i trädtaket, nästan alltid som en del av kringvandrande artblandade flockar. Olikt större trädklättrare födosöker den oftare utmed höga vågräta grenar, där den söker efter insekter i barksprickor och epifyter.

## Status och hot
Arten har ett stort utbredningsområde, men tros minska i antal, dock inte tillräckligt kraftigt för att den ska betraktas som hotad. Internationella naturvårdsunionen IUCN listar arten som livskraftig (LC).